# Одесское театрально-художественное училище
Одесское театрально-художественное училище (Одесский театрально-художественный колледж) — универсальное учебное заведение  Украины.

## История
Одесское театрально-художественное училище появилось на образовательной карте юга Украины в декабре 1920 г. как  1- я Государственная студия Губполитпросвещения  с двумя отделениями: драматическим и балетным.  В 1923 году учебное заведение стало называться Одесским государственным театральным техникумом.
В 1924 году Одесский театральный техникум был объединен с музыкальным училищем и Одесской консерваторией в учебный комплекс Одесский музыкально-драматический институт + музыкально-драматический техникум. В 1927— 1934 годах  комплекс назывался Одесским музыкально-драматическим институтом имени Л. ван Бетховена.
В 1934 году в результате реорганизации были восстановлены Одесская консерватория, Одесское музыкальное училище и Одесское театральное училище.
В 1952 году училище было преобразовано в уникальное учебное заведение Одесское театральное художественно-техническое училище. В  1980-х годах училище стало называться Одесским театрально-художественным училищем.
Выпускниками училища были известные  актёры, режиссёры, театральные деятели Украины, России и бывшего СССР: Народная артистка СССР Д. Дариенко, народный артист СССР В. Самойлов, народный артист СССР К. Штырбул, народный артист РСФСР Б. Иванов, народный артист Украины Л. Осыка, народный артист Латвийской ССР А. Кац и другие. Училище также подарило театральному миру прекрасных художников-постановщиков — заслуженного художника России, лауреата премии Ленинского комсомола О. Шейнциса, заслуженного художника Украины Н. Вылкуна , заслуженного деятеля искусств Украины Ю. Гимельфарба и др.

### В независимой Украине
В 1997 году решением Правительства Украины на базе Одесского художественного училища имени М. Б. Грекова, Одесского театрально-художественного училища, Одесского культурно-просветительного училища  было создано Одесское художественно-театральное училище им. М. Б. Грекова.
В 2007 году в Одессе воссоздано Одесское театрально-художественное училище, которое готовит молодых специалистов с базовым высшим образованием по специальностям: гримеры художники; модельеры-художники театра и кино; художники-постановщики; художники-мастера театральной и кинокуклы; художники по свету; звукорежиссёры; режиссёры народных театров, театральных праздников и обрядов; режиссёры — руководители любительских кино-фото-видеостудий. В училище производится подготовка актёров для профессиональных театров юга Украины.
С 2018 года современное название — Одесский театрально-художественный колледж

## Специализации и отделения
В настоящее время Одесский театрально-художественный колледж  обучает студентов по девяти специализациям:
- Гримерное искусство;
- Костюмерное оформление спектаклей и кино;
- Художественное оформление спектаклей;
- Бутафорское искусство;
- Актёрское мастерство;
- Светотехническое обеспечение зрелищных мероприятий;
- Звукорежиссура;
- Режиссура массовых зрелищных мероприятий;
- Кино-фото-видео дело;

на двух отделениях:
- театрально-художественное;
- народного художественного творчества.

## Известные преподаватели
В разное время в Одесском театрально-художественном училище преподавали: Б. Варнеке,  В. Василько,  В. Голубовская, М. Ивницкий   , А. Коваль , Б. Лоренцо,  А. Максимов, Л. Мациевская, М. Ошеровский,  В. Сосновский , К. Стамеров , М. Тилькер  и другие.

## Известные выпускники
- Константинов, Константин Тимофеевич (1915—2003) — молдавский и советский актёр театра и кино, народный артист Молдавской ССР;
- Остапенко Василий Макарович (1937— 2012) — театральный художник,  заслуженный работник культуры УССР;
- Россоха, Леонид Семенович (1942  — 2010) — советский театральный художник;
- Савко, Александр Андреевич (1957) — российский художник;
- Савченко, Брис Иванович (1939) —  кинорежиссер, народный артист Украины;
- Сова, Андрей Корнеевич (1912—1994) — советский и украинский комедийный актер, народный артист УССР и др.